# Poiana Cristei
Poiana Cristei là một xã thuộc hạt Vrancea, România. Dân số thời điểm năm 2002 là 2786 người.